# Pierre Claude Pajol
Pierre Claude Pajol (ur. 3 lutego 1772, zm. 20 marca 1844) – francuski generał kawalerii i polityk doby rewolucji i wojen napoleońskich.

## Życiorys
Urodził się w Besançon jako syn prawnika. W 1791 wstąpił do wojska rewolucyjnego, do Armii Górnego Renu. Wziął udział w kampanii roku 1792, zdobywał też rok później Höchheim. W latach 1794–1796 walczył pod komendą Jean-Baptiste Klébera.
W okresie pokoju Pajol, w randze pułkownika, był posłem do Republiki Batawskiej. W 1805 roku został przydzielony do lekkiej kawalerii, wyróżnił się pod Austerlitz, następnie przebywał na Półwyspie Apenińskim. Powrócił do Wielkiej Armii przed bitwą pod Frydlantem jako generał brygady. W 1808 roku został mianowany baronem.
W czasie najazdu na Rosję w 1812 roku dowodził dywizją, a następnie korpusem. Wkrótce, z powodów zdrowotnych, został odesłany z do stanu cywilnego i powrócił do rodzinnego miasta. Przywrócono go do armii przed bitwą drezdeńską i lipską. 25 listopada 1813 roku został hrabią cesarstwa.
W 1814 walczył w kampanii sześciodniowej jako dowódca korpusu w dolinie Sekwany. Po klęsce Napoleona Pajol związał się z nowym rządem, jednak stanął u cesarskiego boku w czasie stu dni Napoleona.
Po ostatecznej klęsce Napoleona został odsunięty od armii i życia publicznego. W 1830 roku brał udział w rewolucji lipcowej.

## Odznaczenia[1]
- Komandor Legii Honorowej
- Kawaler Orderu Zasługi Wojskowej (Królestwo Bawarii)